# Rhopalopaeus hirsutus
Rhopalopaeus hirsutus är en mångfotingart som beskrevs av Karl Wilhelm Verhoeff 1942. Rhopalopaeus hirsutus ingår i släktet Rhopalopaeus och familjen Sphaeropoeidae. Inga underarter finns listade i Catalogue of Life.